# Stazione di Milano Cadorna
La stazione di Milano Cadorna, in passato Milano Nord, è una stazione ferroviaria di Milano, capolinea meridionale delle linee ferroviarie per Saronno ed Asso.
È l'hub principale del Gruppo FNM.

## Storia

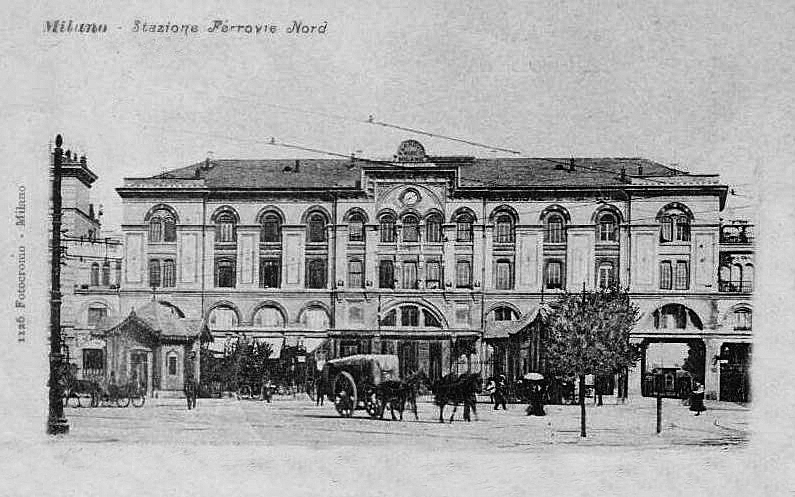
La vecchia stazione del 1895 prima del suo ampliamento

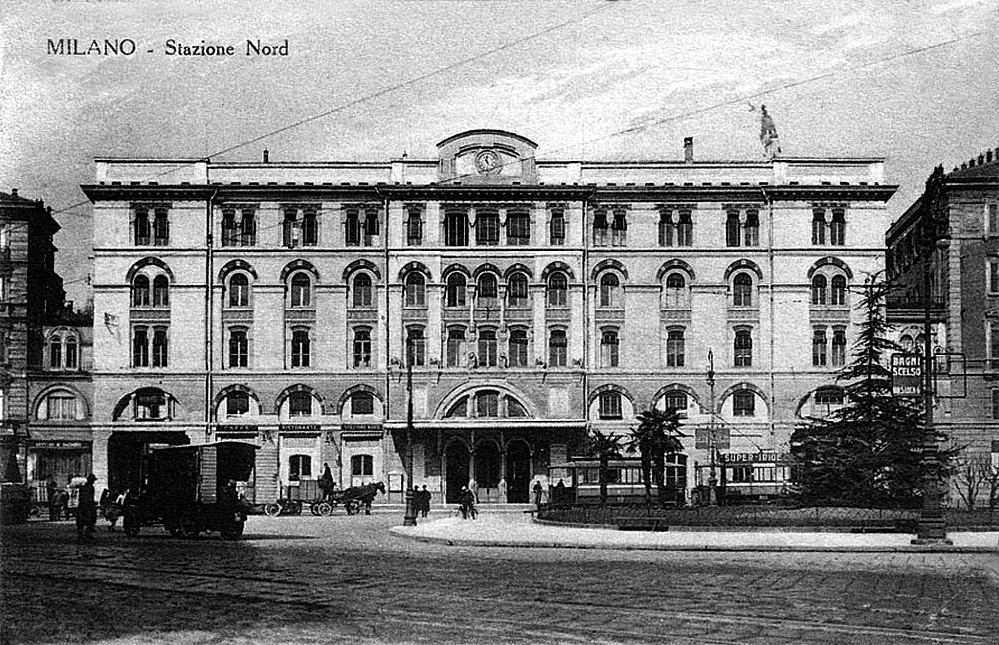
La vecchia stazione del 1920 prima della sua distruzione nel 1943

Piazzale Cadorna in una foto del 1910 quando ancora si chiamava Piazzale Ferrovie Nord Milano, sullo sfondo il Castello sforzesco

L'edificio venne inaugurato nel 1879 dal sindaco Giulio Bellinzaghi.
La struttura iniziale, in legno strutturale e dall'aspetto di chalet di montagna, fu demolita nel 1895 e sostituita con un edificio a tre piani.
Nel 1920 la stazione venne ampliata, ma fu distrutta nel 1943 dai bombardamenti della seconda guerra mondiale.
Venne ricostruita, con l'aspetto attuale, nell'immediato dopoguerra.
È stata la prima stazione ferroviaria di Milano ad avere l'interconnessione con la metropolitana, con l'apertura nel 1964 della fermata adiacente sulla linea M1, ed anche la prima ad essere servita direttamente da due linee di metropolitana, in quanto la fermata è, dal 1978, punto di incrocio con la linea M2.
Fra il 1999 e il 2000, in previsione dell'attivazione del "Malpensa Express", la stazione e la piazza circostante sono state oggetto di interventi di riqualificazione sotto le direttive dell'architetto Gae Aulenti.

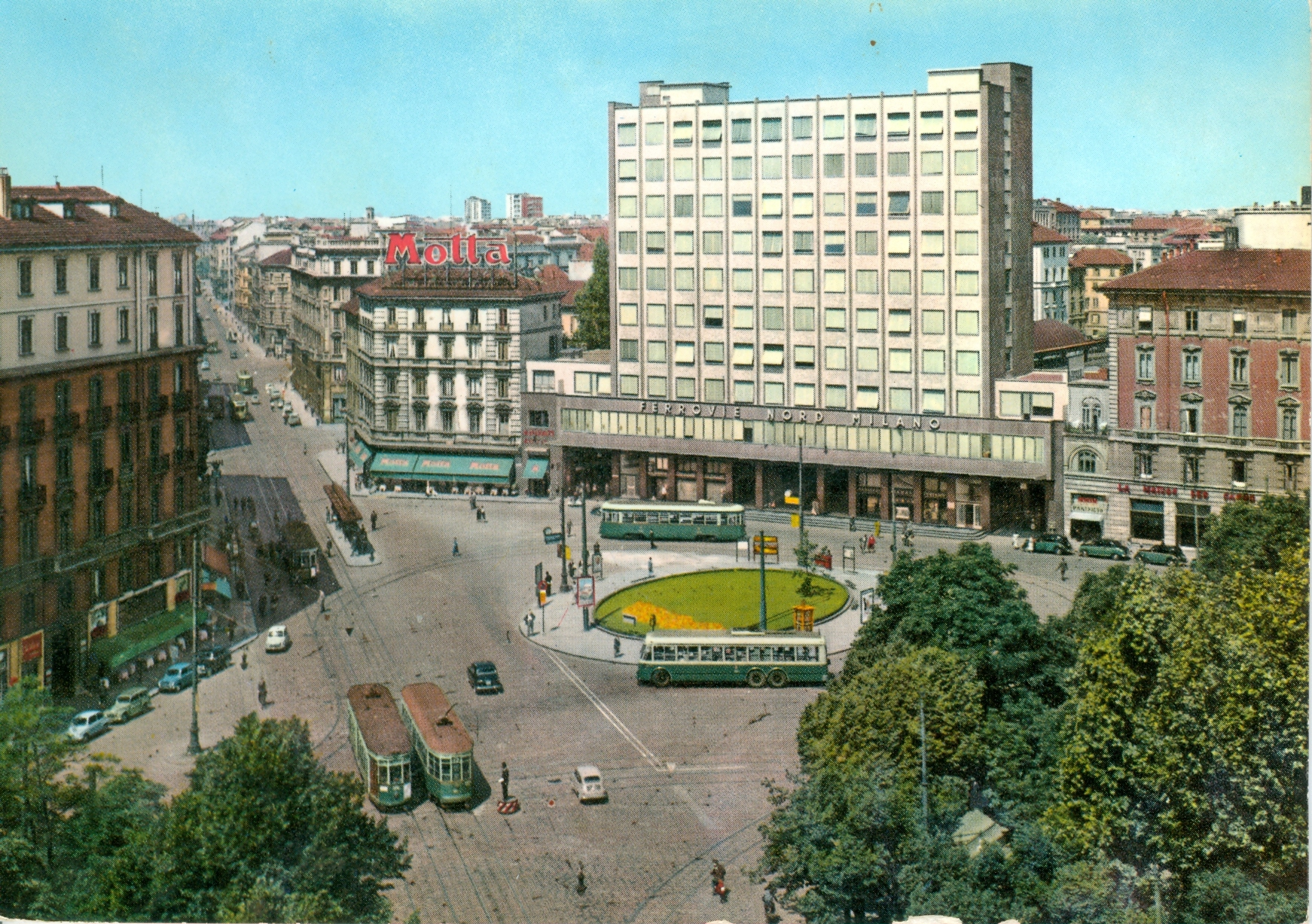
La stazione attuale alla fine degli anni cinquanta

Piazzale Cadorna e la Stazione Nord durante i lavori per la prima linea della metropolitana in una fotografia del 1960

## Strutture e impianti

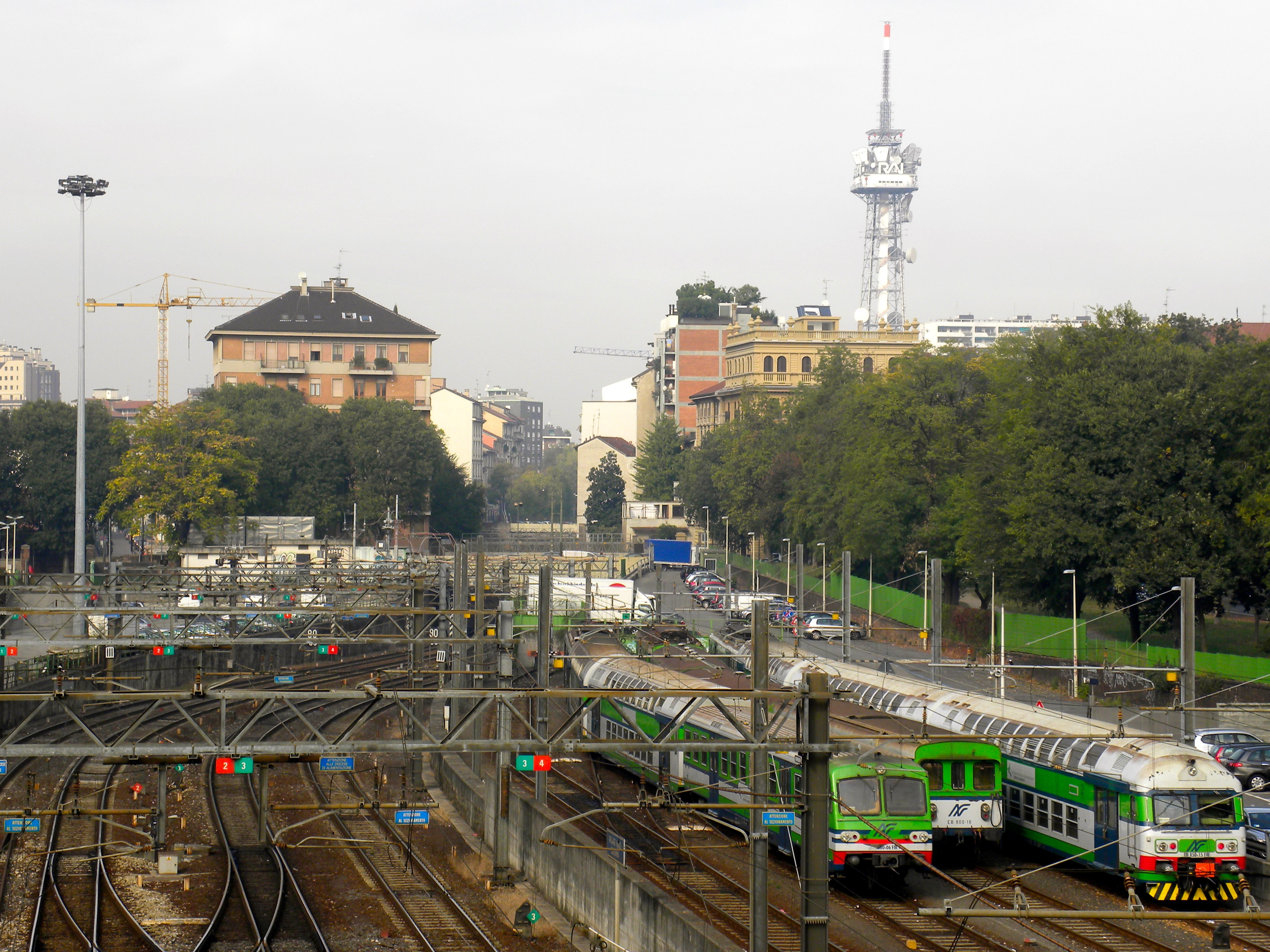
Uno dei due parchi ricovero della stazione nel 2011 fotografato dal ponte di via XX settembre, sullo sfondo l'antenna RAI

La stazione dispone di dieci binari tronchi, tutti usati per il servizio passeggeri, serviti da cinque marciapiedi dotati di pensiline. Il binario 1, utilizzato esclusivamente dal servizio Malpensa Express, si trova in posizione leggermente più arretrata rispetto agli altri. La stazione è dotata di due parchi ricovero mezzi; al suo interno si trova anche la sede legale della società Trenord, concessionaria del servizio ferroviario regionale in Lombardia ed esercente di tutti i treni che servono la stazione.
La stazione è accessibile, oltre che dall'ingresso principale di piazzale Cadorna, anche da un ingresso secondario situato in via Leopardi.

## Movimento

### Linee suburbane

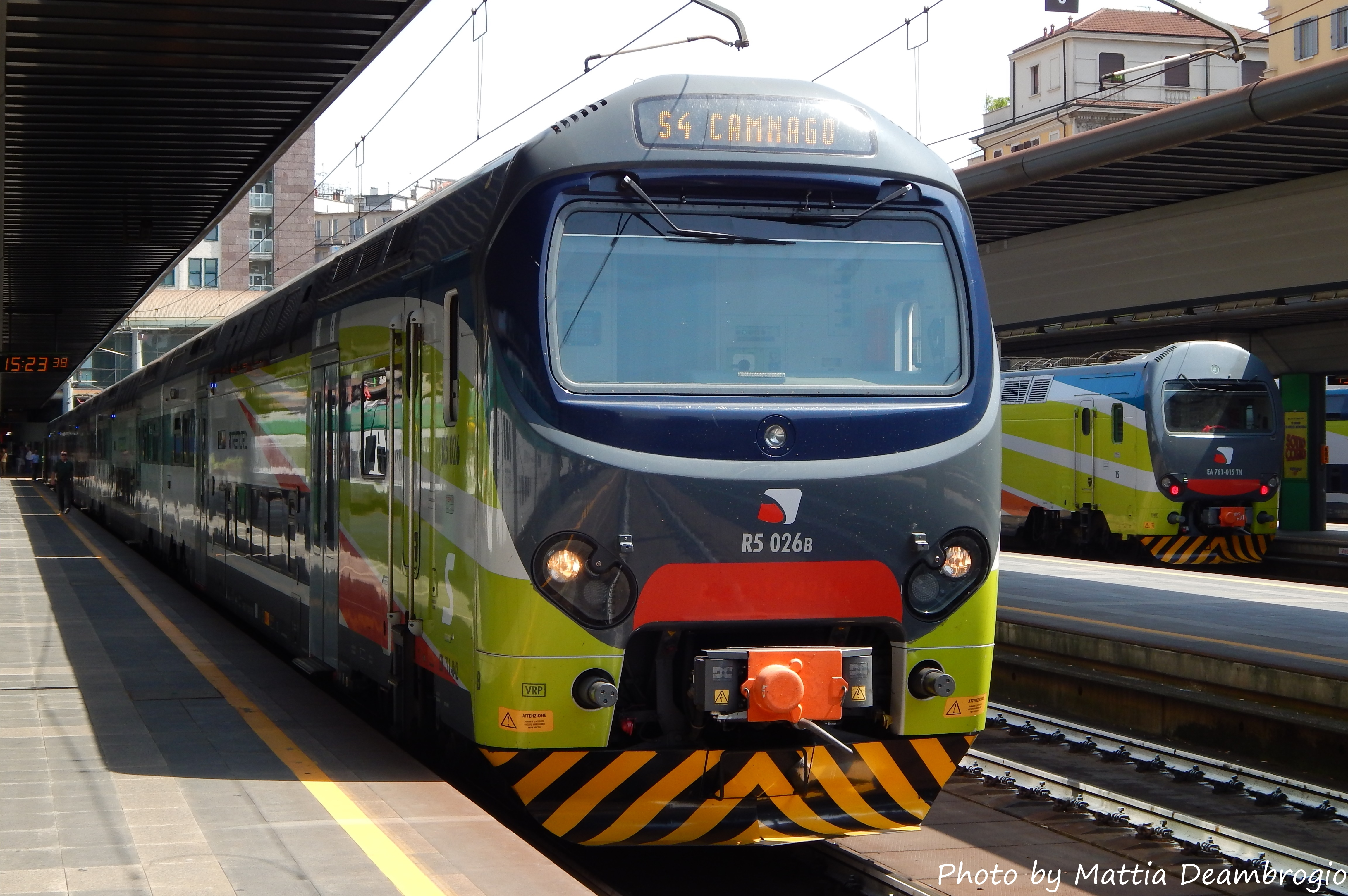
Un treno TSR della linea S4 in partenza dalla stazione di Milano Cadorna per Camnago

La stazione costituisce il capolinea meridionale delle linee:
- S3: Milano Cadorna-Saronno
- S4: Milano Cadorna-Camnago-Lentate

### Linee regionali

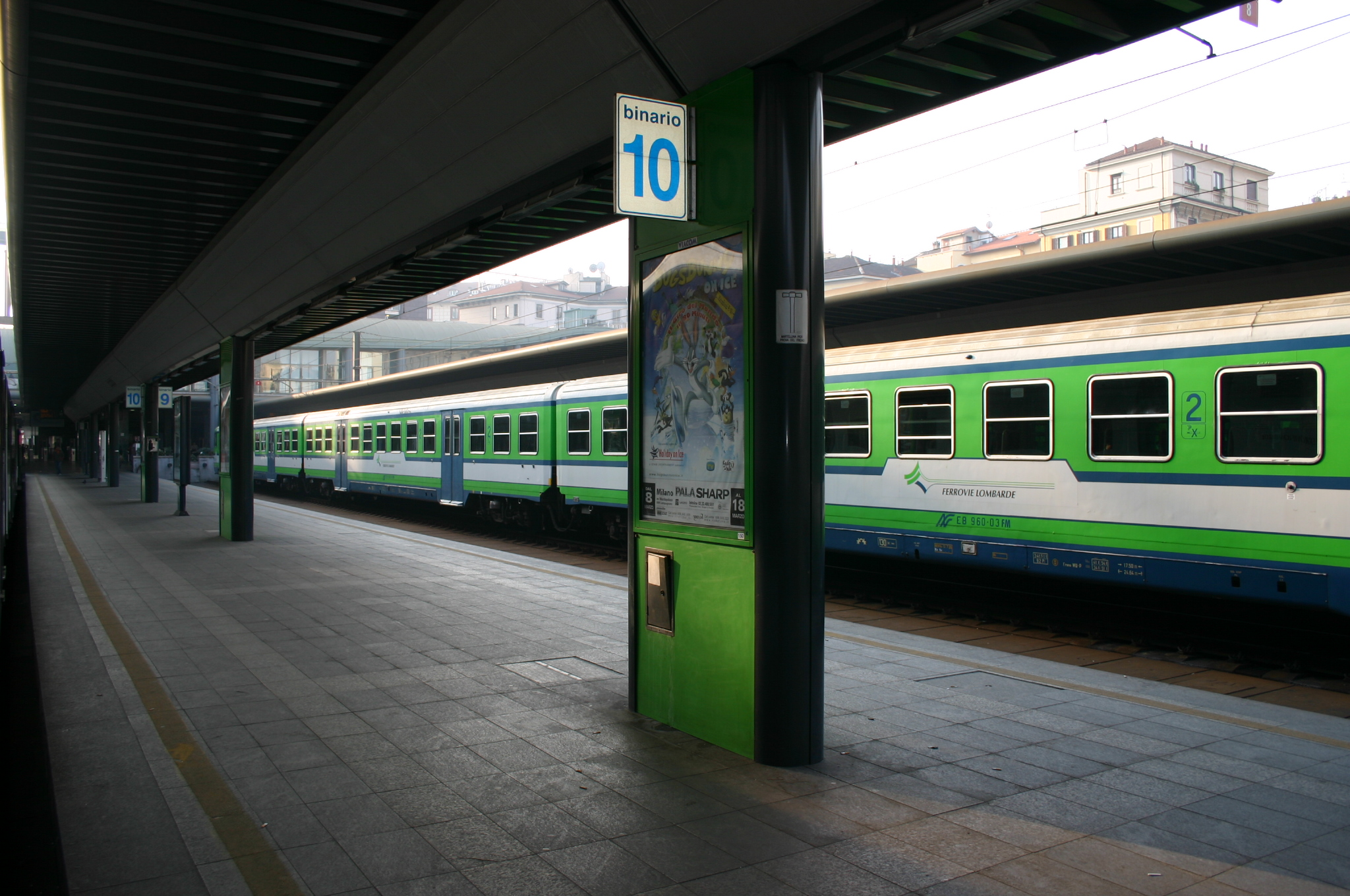
Carrozze FNM di tipo "Socimi" componenti di un treno regionale in sosta a Milano Cadorna nel 2007

La stazione costituisce il capolinea meridionale delle seguenti linee, gestite da Trenord:
- R16: Asso-Erba-Seveso-Milano Cadorna
- R17: Como Lago-Saronno-Milano Cadorna
- R22: Varese Nord-Saronno-Milano Cadorna
- R27: Novara Nord-Saronno-Milano Cadorna

### Linee RegioExpress
- RE1: Laveno Mombello Lago-Saronno-Milano Cadorna
- RE7: Como Lago-Saronno-Milano Cadorna

### Linee Aeroportuali

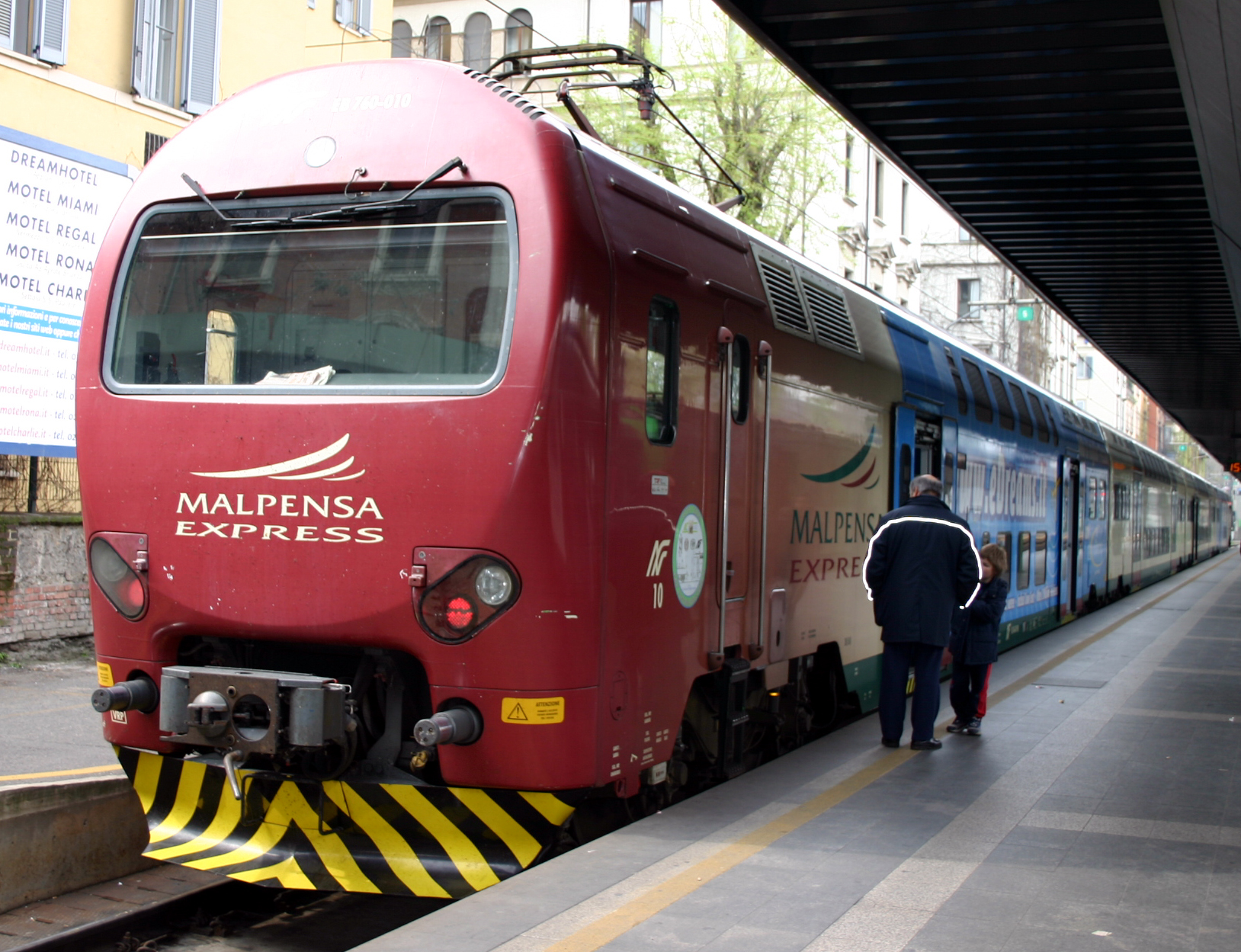
Un TAF Malpensa Express al binario 1. A partire dal 2010 i TAF impiegati sulla linea sono stati via via sostituiti dai CSA

- XP1 (Malpensa Express): Milano Cadorna-Milano Bovisa-Saronno-Busto Arsizio Nord-Malpensa Terminal 1-Malpensa Terminal 2

## Servizi
- Biglietteria automatica
- Biglietteria a sportello
- Bar
- Servizi igienici
- Ufficio informazioni turistiche
- Posto di Polizia Ferroviaria

## Interscambi

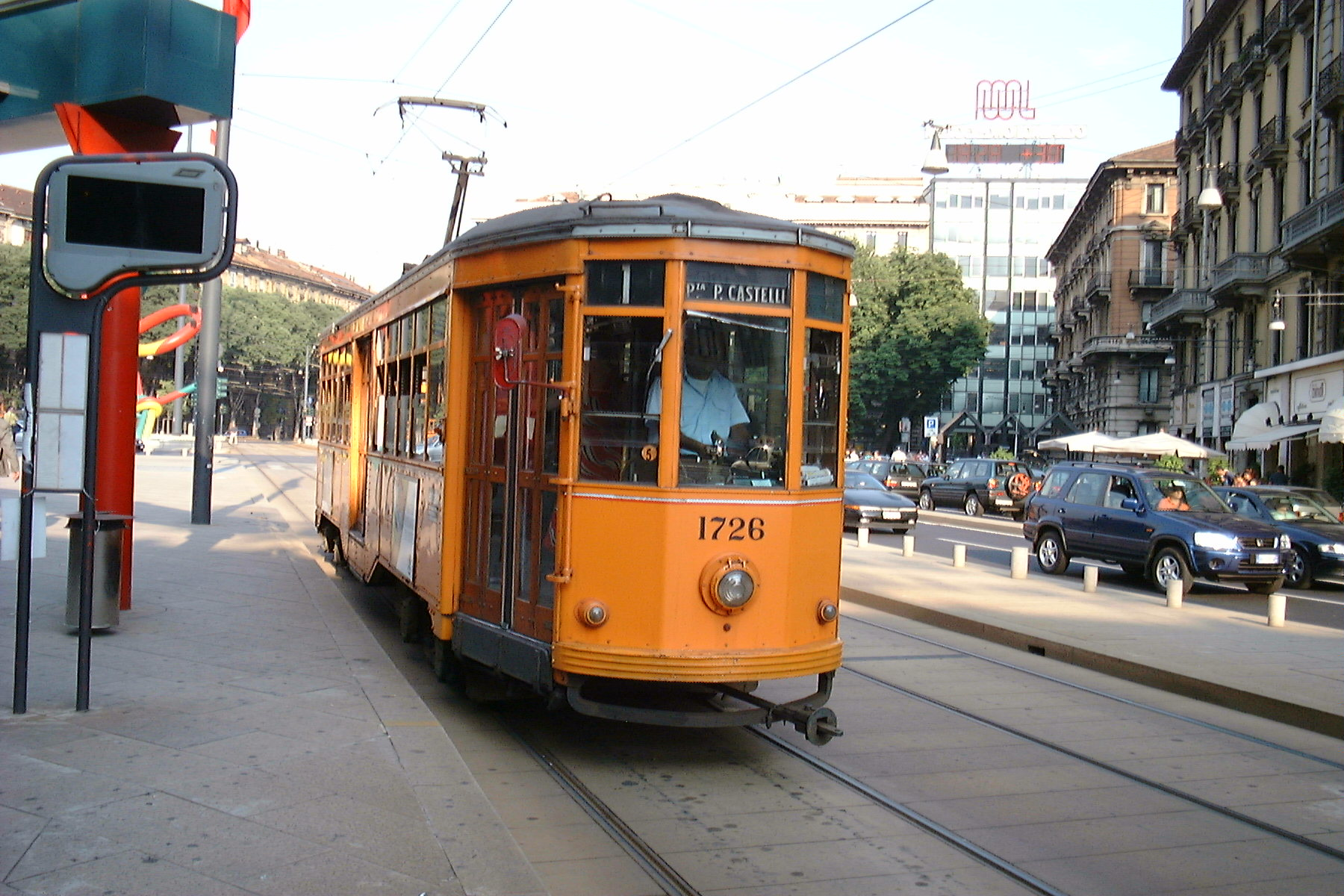
Tram tipo Ventotto in servizio sulla linea 1 della rete tranviaria di Milano in sosta in piazzale Cadorna, di fronte alla stazione

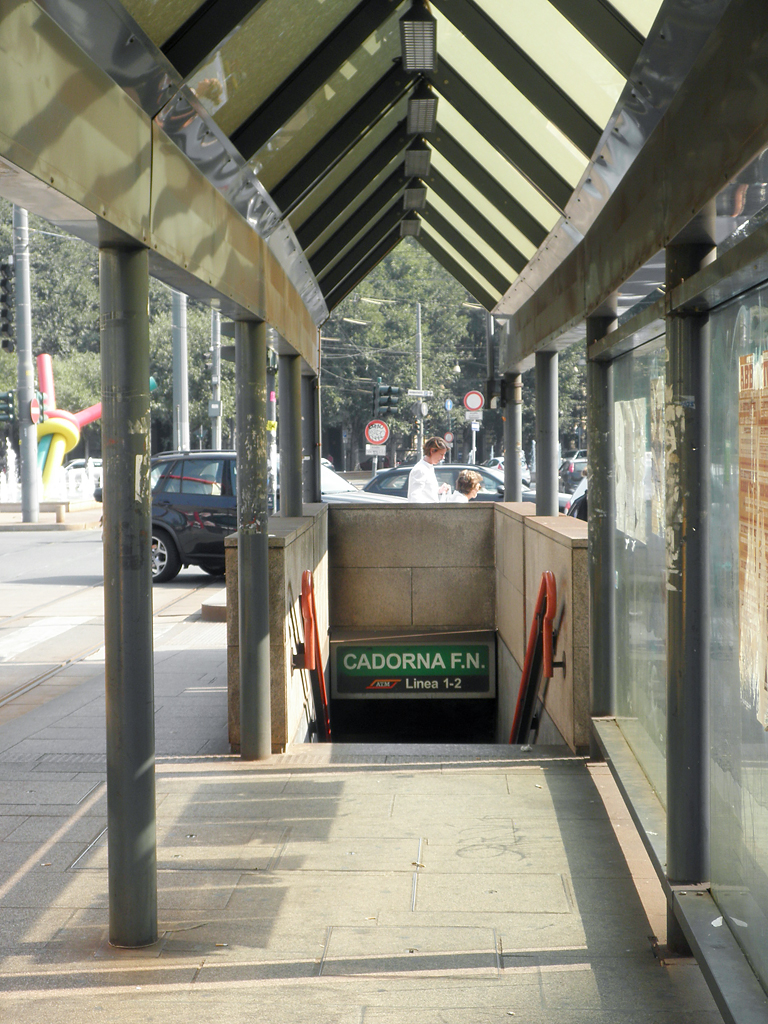
Una delle entrate secondarie all'omonima stazione della metropolitana

La stazione costituisce un importante interscambio con e tra le linee M1 e M2 della metropolitana di Milano.
Nelle vicinanze della stazione effettuano fermata alcune linee urbane di superficie, tranviarie ed automobilistiche, gestite da ATM.
- Fermata metropolitana (Cadorna FN, linee M1 e M2)
- Fermata tram (Cadorna FN M1 M2, linea 1)
- Fermata bus

## Cinema
Il piazzale dei binari della stazione compare nel film La vita agra del 1964.